# Lexus Dynamic Handling
Lexus Dynamic Handling (LDH) – opracowany przez koncern Toyota Motor Corporation system zwiększający zwrotność pojazdu oraz jego stabilność i precyzję prowadzenia, zwłaszcza podczas dynamicznej jazdy.
LDH koordynuje pracę kilku systemów poprawiających własności jezdne samochodu: układu kierowniczego o zmiennej charakterystyce (VGRS, Variable Gear Ratio Steering), skrętnych kół tylnych (DRS, Dynamic Rear Steering), zawieszenia o zmiennej sztywności (AVS, Adaptive Variable Suspension) i zintegrowanego zarządzania dynamiką pojazdu (VDIM, Vehicle Dynamics Integrated Management).
Najważniejszą funkcją LDH jest niezależne korygowanie kątów skrętu kół przednich i tylnych w zależności od prędkości jazdy. Przy prędkości do 80 km/h tylne koła skręcane są w stronę przeciwną, niż przednie, dzięki czemu wzrasta zwrotność pojazdu. Powyżej 80 km/h tylne koła skręcane są w tę samą stronę, co przednie o kąt do 1,5 stopnia, co zwiększa zwinność samochodu i precyzję jego prowadzenia.
Oprócz tego w zależności od prędkości samochodu, zmiany kierunku jazdy, ruchów kierownicą oraz położenia pedałów przyspieszenia i hamulca, LDH stosownie reguluje sztywność zawieszenia dostosowuje działanie innych systemów bezpieczeństwa czynnego, dopasowując zachowanie pojazdu do sytuacji.
System LDH wprowadzono po raz pierwszy jako opcję w modelu Lexus GS F Sport (MY 2014).